# John Druitt (Sanctuary – Génrejtek)
John Druitt a Sanctuary – Génrejtek című kanadai sci-fi-fantasy televíziós sorozat főszereplője, megformálója Christopher Heyerdahl. Első megjelenései a sorozat webepizódjainak és televíziós epizódjainak első részeiben történt. Druitt az ősi vámpírvér hatására képes teleportálni, ám képessége agyát rombolja és erőszakos gyilkossá teszi. A 19. századi Angliában Hasfelmetsző Jackként vált ismertté. Helen Magnus egykori szerelme, közös gyermekük Ashley.

## Korai évek
John Druitt az Oxford Egyetemen találkozott először Helen Magnussal, csak úgy, mint az Ötök többi tagjával, Nikola Teslával, James Watsonnal és Nigel Griffinnel. Ők együtt az abnormális világot kutatták, igyekeztek tudásokat egyre inkább kiterjeszteni. A csapat hamar közeli barátságba került egymással, de John és Helen között ennél több is kialakult.

## Az Ötök
Az életük nagy fordulatot vett, amikor Helen Magnus hozzájutott tiszta ősi vámpírvérhez, még mielőtt az egyház kipusztította volna a fajt. A csoport kíváncsisága, hogy megtudják, meddig fejlődhet az emberi faj, arra vezette őket, hogy beadták egymásnak a vérből készített szérumot, melynek hatására mindannyian egyedi képességekre tettek szert. Míg a csoport négy tagja képes volt irányítani és hasznosítani új hatalmát, John képessége gyilkos agresszív hajlamot ébresztett bensőjében, melynek végeredményeként Hasfelmetsző Jack néven több gyilkosságot követett el. Egy ideig sikerült elrejtenie titkát barátai és szerelme előtt is, akik nem vették észre, hogy a londoni utcákat járó gyilkos és szeretett barátjuk egy és ugyanaz.
Végül vagy John hibázott, vagy barátai jöttek rá a szörnyű igazságra, a sokk hatására hátat fordítottat Johnnak. Csak Helen reménykedett még benne, hogy a régi Johnt valahogyan újra vissza lehet hozni, próbálta meggyógyítani őt. Hite végül összeomlott, amikor John majdnem megölte őt. Helen rálőtt, John pedig hosszú évekre eltűnt a szemük elől.
Miután Helennek sikerült őt ideiglenesen meggyógyítani, egy ideig egymás szerelmei voltak, sőt Druitt eljegyezte Magnust. Kapcsolatukból Helen terhes lett Ashley-vel, de lefagyasztva tartotta az embriót.

## Menedék
Helenhez hasonlóan John is hosszú életre tett szert, mert egykori szerelme a saját vérével próbált gyógymódot találni számára. A sorozat első epizódjában Druitt hosszú idő után ismét felbukkan, foglyul ejti Ashley-t, mert újra szüksége van Helen vérére. Az átadott „mérgezett” vér csak ártott neki, utolsó erejével Nikola Teslához teleportál, aki már egy ideje bujkálni kényszerült. Tesla feléleszti őt és beavatja Johnt terveibe, hogy új vámpír hadsereget készül létrehozni. Johnt Tesla elektrosokk-kezelése megváltoztatta, korábbi erőszakossága és vérszomja eltűnt, így nem ért egyet Nikola elképzeléseivel.
Újra keresni kezdi Ashley-t, hogy figyelmeztesse, anyja veszélyben van. Elmeséli neki az Ötök történetét, és Helennel való kapcsolatát. Az epizód után John több alkalommal is csatlakozott a Menedék csapatához és segített a Cabal elleni harcok során is.
Miután Ashley feláldozva magát megölte a Cabal utolsó szuperhibridjét is, John szép sorban megölte a szövetség tagjait. Ekkor még látszólag tiszta fejjel vitába keveredik Dr. Magnussal és közben kiderül, mindezt dühből teszi amiatt, amit a Cabal tett Ashley-vel. Emellett az is dühíti, hogy Magnus nem gyászolja lánya elvesztését, és amikor végre mégis belenyugszik, Druitt örül neki. Amikor Helen megkéri, hogy álljon le a Cabal megmaradt tagjainak gyilkolásával, John ellentmond. Az epizód végén a szövetség egyik vezetőjének, Dana Whitcombnak a nyomában van, és Hasfelmetsző-idejében használt tőrét forgatja kezében.
A Szellemjárás című epizódban kiderül, hogy John gyilkos vérszomja egy ismeretlen energiaállapotú lénynek volt köszönhető, amely benne élt. Miután ismét gyilkolni kezdett, Helen kénytelen volt lelőni, majd újraélesztette. A defibrillátor elektrosokkja kiűzte vagy kiengedte az entitást John testéből, aki újra egykori önmaga lehetett egy időre. Azonban az epizód végén John ismét magába fogadta azt, hogy megmentse a várost annak gyilkos ösztönétől, és elteleportált vele.

## Fogadtatás
Amikor Christopher Heyerdahlnak felajánlottak egy szerepet a webepizódokban, elolvasta több karakter szerepét és John Druitt fogta meg, azonnal beleszeretett a szerepbe. Nagy örömmel fogadta a hírt, hogy megkapta a szerepet. Jason Hughes (TV Squad) szerint Heyerdahl jó munkát végzett a baljós rosszfiú alakításában, bár Jason „nem érti, miért előfeltétel, hogy a magas, sápadt és kopasz fickó a rosszfiú a legtöbb műsorban, mindenesetre Heyerdahl megfelel ennek a sztereotípiának John Druitt szerepében.” Az első évad utolsó epizódjában nyújtott alakításáért a színészt jelölték 2009-ben Leo-díjra és Gemini-díjra a Legjobb férfi mellékszereplő drámai sorozatban kategóriában. Ugyanebben a kategóriában 2010-ben a Szellemjárás című epizódért el is nyerte a Leo-díjat.

## Külső hivatkozások
- A sorozat hivatalos weboldala
- IMDb Archiválva 2010. december 22-i dátummal a Wayback Machine-ben
- Sanctuary Wikia